# Инцидент Вела
Инцидент Вела (англ. Vela incident, иногда наз. Южно-Атлантический проблеск) — двойная вспышка, характерная для ядерного взрыва в атмосфере, зарегистрированная 22 сентября 1979 года американским спутником «Vela 6911» в обширном регионе, окружающем острова Принца Эдуарда.

## Версии
Ни одна страна не взяла на себя ответственность за предполагаемое ядерное испытание.
По данным отчёта от октября 1979 года, составленного Советом национальной безопасности (NSC) при поддержке Исследовательской лаборатории ВМС, разведывательное сообщество полагало, что событие было ядерным взрывом малой мощности, несмотря на то что не было обнаружено ни следов радиоактивных веществ, ни соответствующих сейсмологических или гидроакустических данных. Предполагалось, что это могло быть совместное испытание ядерного оружия ЮАР и Израиля.
Впоследствии рядом экспертов выдвигалась версия, что подобная вспышка могла быть вызвана попаданием микрометеорита в спутник.
Однако большинство экспертов полагает, что это было ядерное испытание мощностью 2—3 килотонны в атмосфере, проведённое Израилем.